# Trichocerca iernis
Trichocerca iernis är en hjuldjursart som först beskrevs av Gosse 1887.  Trichocerca iernis ingår i släktet Trichocerca och familjen Trichocercidae. Arten är reproducerande i Sverige. Inga underarter finns listade i Catalogue of Life.